# إد هاربور (ويسكونسن)
إد هاربور (بالإنجليزية: Egg Harbor, Wisconsin) هي قرية تقع في الولايات المتحدة في مقاطعة دور (ويسكونسن). يقدر عدد سكانها بـ 201 نسمة ومساحتها 17.95 كم2 وترتفع عن سطح البحر 192 متر.

## التركيبة السكانية
قام مكتب تعداد الولايات المتحدة بتحديد بيانات التركيبة السكانية لإد هاربور في تعداد الولايات المتحدة. في ما يلي، التركيبة السكانية حسب تعدادي 2000 و2010.

### تعداد عام 2000
بلغ عدد سكان إد هاربور 250 نسمة بحسب تعداد عام 2000، وبلغ عدد الأسر 132 أسرة وعدد العائلات 78 عائلة مقيمة في القرية. في حين سجلت الكثافة السكانية 129.6 نسمة لكل ميل مربع (50.0/كم2). وبلغ عدد الوحدات السكنية 568 وحدة بمتوسط كثافة قدره 294.4 نسمة لكل ميل مربع (113.7/كم2).
وتوزع التركيب العرقي للقرية بنسبة 98.80% من البيض و 0.80% من الأمريكيين الأصليين و 0.40% من الأمريكيين الأفارقة.
بلغ عدد الأسر 132 أسرة كانت نسبة 12.1% منها لديها أطفال تحت سن الثامنة عشر تعيش معهم، وبلغت نسبة الأزواج القاطنين مع بعضهم البعض 52.3% من أصل المجموع الكلي للأسر، ونسبة 6.1% من الأسر كان لديها معيلات من الإناث دون وجود شريك، وكانت نسبة 40.2% من غير العائلات. تألفت نسبة 37.9% من أصل جميع الأسر من أفراد ونسبة 12.9% كانوا يعيش معهم شخص وحيد يبلغ من العمر 65 عاماً فما فوق. وبلغ متوسط حجم الأسرة المعيشية 2.42، أما متوسط حجم العائلات فبلغ 1.89.
بلغ العمر الوسطي للسكان 55 عاماً. وكانت نسبة 10.0% من القاطنين تحت سن الثامنة عشر، وكانت نسبة 4.4% بين الثامنة عشر والأربعة وعشرون عاماً، ونسبة 18.4% كانت واقعةً في الفئة العمرية ما بين الخامسة والعشرون حتى والأربعة وأربعون عاماً، ونسبة 36.8% كانت ما بين الخامسة والأربعون حتى الرابعة والستون، ونسبة 30.4% كانت ضمن فئة الخامسة والستون عاماً فما فوق. يوجد لكل 100 أنثى 74.8 ذكر، ويوجد لكل 100 أنثى في الثامنة عشر من عمرها فما فوق 74.4 ذكر.
بلغ متوسط دخل الأسرة في القرية 41,667 دولار، أما متوسط دخل العائلة فبلغ 73,750 دولار. وكان متوسط دخل الذكور 35,500 دولار مقابل 35,357 دولار للإناث. وسجل دخل الفرد الخاص بالقرية 41,977 دولار.

### تعداد عام 2010
بلغ عدد سكان إد هاربور 201 نسمة بحسب تعداد عام 2010، وبلغ عدد الأسر 109 أسرة وعدد العائلات 63 عائلة مقيمة في القرية. في حين سجلت الكثافة السكانية 81.7 نسمة لكل ميل مربع (31.5/كم2). وبلغ عدد الوحدات السكنية 727 وحدة بمتوسط كثافة قدره 295.5 لكل ميل مربع (114.1/كم2).
وتوزع التركيب العرقي للقرية بنسبة 96.0% من البيض و 0.5% من الأمريكيين الأصليين.
بلغ عدد الأسر 109 أسرة كانت نسبة 11.9% منها لديها أطفال تحت سن الثامنة عشر تعيش معهم، وبلغت نسبة الأزواج القاطنين مع بعضهم البعض 48.6% من أصل المجموع الكلي للأسر، ونسبة 4.6% من الأسر كان لديها معيلات من الإناث دون وجود شريك، بينما كانت نسبة 4.6% من الأسر لديها معيلون من الذكور دون وجود شريكة وكانت نسبة 42.2% من غير العائلات. تألفت نسبة 33.0% من أصل جميع الأسر من أفراد ونسبة 15.6% كانوا يعيش معهم شخص وحيد يبلغ من العمر 65 عاماً فما فوق. وبلغ متوسط حجم الأسرة المعيشية 2.24، أما متوسط حجم العائلات فبلغ 1.84.
بلغ العمر الوسطي للسكان 59.8 عاماً. وكانت نسبة 7.5% من القاطنين تحت سن الثامنة عشر، وكانت نسبة 3% بين الثامنة عشر والأربعة وعشرون عاماً، ونسبة 17.5% كانت واقعةً في الفئة العمرية ما بين الخامسة والعشرون حتى والأربعة وأربعون عاماً، ونسبة 36.9% كانت ما بين الخامسة والأربعون حتى الرابعة والستون، ونسبة 35.3% كانت ضمن فئة الخامسة والستون عاماً فما فوق. وتوزع التركيب الجنسي للسكان بنسبة 47.8% ذكور و52.2% إناث.